# 黃凝道
黃凝道（1541年—？），字懋德，號两豫，河南南陽府鄧州民籍，江西南昌縣人，明朝政治人物。

## 生平
萬曆元年（1573年）癸酉科河南鄉試第七十八名，萬曆二年（1574年）甲戌科會試第二百七名，登二甲第五十九名進士。官刑部主事。

## 家族
曾祖黃必榮；祖父黃演；父黃大義。母羅氏。永感下。